# Atmograf
Atmograf, atmometar ili evaporimetar je znanstveni instrument koji se koristi za mjerenje brzine isparavanja vode s vlažne površine u atmosferu. Atmometre uglavnom koriste poljoprivrednicii to za mjerenje stope isparavanja (ET) usjeva na bilo kojem terenu. Evapotranspiracija je mjera koja govori o okupno isparenoj vodi s površine zemlje te s površine biljke. Na temelju količine vode koja isparava, korisnik može zalijevati usjeve na odgovarajući način, što rezultira manjom potrošnjom vode i eventualnim povećanjem prinosa. Tvrtke koje trenutno prodaju atmometre uključuju C&M Meteorološku opskrbu i Calsense. 

## Dizajn
Atmometar se sastoji od porozne keramičke ploče povezane staklenom ili plastičnom cijevi u rezervoar za vodu. Uređaj je visok 45 do 60 cm, promjera 75-100 mm. Voda se iz rezervoara za vodu izvlači kroz cijev kako bi se navlažila ploča. Kako voda na tanjuru isparava, iz rezervoara se izvlači više vode koja ponovno vlaži.ploču. Nad tanjur je postavljen platneni poklopac izrađen od Gore-Texa kako bi se spriječilo da išta uđe. Platno za pokrivanje je važno jer simulira količinu sunčevog zračenja koje biljka apsorbira u određenim vremenskim uvjetima i kontrolira brzinu isparavanja. Različite vrste platnenih pokrivača simuliraju različite količine evapotranspiracije kojima će biti izložene različite biljne površine. Na primjer, stope lucerne ET procjenjuju se upotrebom pokrivača zelenog platna br. 54, dok se stope ET za travu procjenjuju upotrebom poklopca zelenog platna br. 30. Membrana između ploče i poklopca platna sprečava da kišna voda ne navlaži mjerač, ali ipak omogućuje isparavanje vodene pare. Mjerač koji ide uz bok atmometra mjeri razinu vode (u inčima) u rezervoaru, koja pokazuje koliko je vode isparilo.
Dostupan je i elektronički model atometra, koji uključuje zapisnik za podatke koji je na njega priključen. Zapisnik podataka automatski bilježi razinu vode svaki put kada dođe do promjene zbog isparavanja. Podaci koje zapisnik bilježi mogu se prenijeti na računalo da bi se zabilježili rezultati. Elektronički model uklanja moguće ljudske pogreške koje bi se mogle dogoditi pri očitavanju mjerača, ali koštaju oko 900 dolara, dok ručni model košta oko 300 dolara. 

## Upotreba i održavanje
Atmometar se prilično jednostavno instalira i koristi. Obično se montira na drveni stup oko 1 metar iznad tla na području reprezentativnom vremenskim i poljskim uvjetima. Ploča atometra treba biti postavljena na izravnu sunčevu svjetlost kako ne bi utjecali na brzine isparavanja. Ne smije se postavljati u blizini visokih stabala ili zgrada, jer mogu utjecati na količinu izloženosti koju atmometar ima na čimbenike okoliša, koji utječu na stopu isparavanja. Da biste izmjerili količinu vode koja je isparila, izračunajte promjenu razine vode na mjeraču oduzimanjem krajnjeg vodostaja od početnog vodostaja. 

## Prednosti (u usporedbi s meteorološkim stanicama)
U studiji iz 2003. koja je provedena na središnjoj obali Kalifornije, radna vrijednost amtometra uspoređena je s onima skupljih meteoroloških stanica. Atmometri su postavljeni pored sedam meteoroloških stanica u okolini i zabilježene su tjedne vrijednosti za svaku metodu. Rezultati su pokazali da su atometrijska i meteorološka stanica davali vrlo slične rezultate, oboje su proizveli usporediva očitanja evapotranspiracije (ET). U uvjetima manje evapotranspiracije, atometri su stvorili nešto niže vrijednosti ET-a od meteoroloških stanica. Studije koje su proveli američko sveučilište Colorado i američko ministarstvo poljoprivrede u Fort Collinsu dali su slične rezultate. Atmometri su proizveli vrijednosti evapotranspiracije koje su bile vrlo blizu podacima izračunatim iz meteoroloških stanica. Ova istraživanja pokazuju da su atometri posebno korisni za područja koja nemaju pristup obližnjim meteorološkim stanicama i / ili podacima evapotranspiracije.
- Niska cijena
- Jednostavan rad
- Pogodnost
- Nije potrebno računalo ili struja

## Nedostaci (u usporedbi s meteorološkim stanicama)
- Na uređaju može doći do potencijalnih oštećenja zbog vremenskih uvjeta
- Stalna potreba za dopunjavanjem opskrbe vodom
- Mjerač mora biti očitan ručno (samo na ručnom modelu)[5]

## Vanjske poveznice
- C&M Meteorological Supply
- Calsense Atmometer